# Wordiano
| Periodo                                                                                    | Epoca               | Piano          | Età (Ma)      |
| ------------------------------------------------------------------------------------------ | ------------------- | -------------- | ------------- |
| Triassico                                                                                  | Triassico inferiore | Induano        | Più recente   |
| Permiano                                                                                   | Lopingiano          | Changhsingiano | 254,14 ± 0,07 |
| Permiano                                                                                   | Lopingiano          | Wuchiapingiano | 259,51 ± 0,21 |
| Permiano                                                                                   | Guadalupiano        | Capitaniano    | 264,28 ± 0,16 |
| Permiano                                                                                   | Guadalupiano        | Wordiano       | 266,9 ± 0,4   |
| Permiano                                                                                   | Guadalupiano        | Roadiano       | 274,4 ± 0,4   |
| Permiano                                                                                   | Cisuraliano         | Kunguriano     | 283,3 ± 0,4   |
| Permiano                                                                                   | Cisuraliano         | Artinskiano    | 290,1 ± 0,26  |
| Permiano                                                                                   | Cisuraliano         | Sakmariano     | 293,52 ± 0,17 |
| Permiano                                                                                   | Cisuraliano         | Asseliano      | 298,9 ± 0,15  |
| Carbonifero                                                                                | Pennsylvaniano      | Gzheliano      | Più antico    |
| Suddivisione del Permiano secondo la Commissione internazionale di stratigrafia dell'IUGS. |                     |                |               |

Nella scala dei tempi geologici il Wordiano è il secondo dei tre  piani in cui è suddiviso il Guadalupiano, la seconda delle tre epoche che costituiscono il periodo Permiano.  
Il Wordiano è compreso tra 268,0 ± 0,7 e 265,8 ± 0,7 milioni di anni fa (Ma). È preceduto dal Roadiano e seguito dal Capitaniano.

## Etimologia
Il piano Wordiano fu introdotto nella letteratura scientifica nel 1916 da Johan August Udden e deriva il suo nome dalla "Formazione Word", nel bacino Permiano degli Stati Uniti.
Fino al 1961 era il Capitaniano ad essere usato come unità stratigrafica del Guadalupiano e il Wordiano era utilizzato solo in sede regionale nel sud degli USA. Il  piano Wordiano e l'attuale suddivisione del Guadalupiano furono infine ratificati dalla IUGS nel 2001.

## Definizioni stratigrafiche e GSSP
La base del Wordiano è fissata alla prima comparsa negli orizzonti stratigrafici dei conodonti della specie Jinogondolella aserrata, in un continuum evolutivo dalla Jinogondolella nankingensis.

### GSSP
Il GSSP, il profilo stratigrafico di riferimento della Commissione Internazionale di Stratigrafia, è localizzato nel Guadalupe Mountains National Park, nei Monti Guadalupe, in Texas, U.S.A., alla latitudine 31.8658°N e longitudine 104.8328°W, nella Cherry Canyon Formation al Guadalupe Pass e coincide con la prima comparsa del conodonte Jinogondolella aserrata.

## Suddivisioni
Il Wordiano copre l'intera biozona del conodonte Jinogondolella aserrata e contiene due biozone a fusulinidae: 
- Zona della Afganella tereshkovae
- Zona della Neoschwagerina tenuis